# Нгерулмуд
Нгеру́лмуд (англ. і палаус. Ngerulmud) — столиця Палау. Місто розташоване в штаті Мелекеок на острові Бабелдаоб.

## Історія

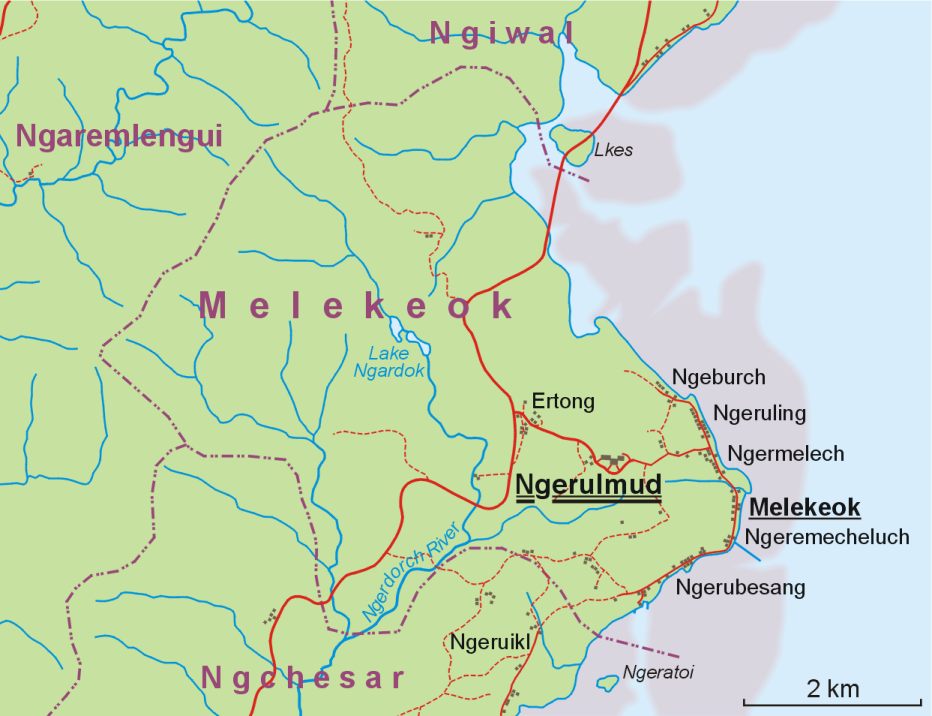
Розташування міста в штаті Мелекеок

Колишня столиця Палау — місто Корор. У конституції країни, ухваленій 1979 року, Національний конгрес Палау ухвалив створити на острові Бабелдаоб протягом десяти років після дати набрання чинності конституцією постійну столицю. Планування нової столиці почалося в 1986 році, коли контракт на спорудження будівлі Капітолія був переданий гавайській архітектурній фірмі Hawaii Ltd, яка раніше проектувала капітолійський комплекс в столиці Федеральних Штатів Мікронезії, Палікірі. Прогрес був повільним, оскільки Палау не вистачало інженерів й архітекторів, а більшість будівельних матеріалів треба було імпортувати.
Будівництво затяглося до початку 2000-х років, коли Палау взяла кредит в розмірі 20 млн доларів США у Тайваню в рамках зусиль по зміцненню відносин між двома країнами та забезпечення дипломатичного визнання Тайваню. 
Нгеру́лмуд містить окремі будівлі для Парламенту Палау (законодавчий орган країни), а також судових і виконавчих гілок влади, з'єднаних через центральну площу. Комплекс вартістю понад 45 млн доларів США був офіційно відкритий 7 жовтня 2006 року. На церемонії відкриття були присутні понад 5000 осіб. Урядовці перенесли свої офіси з Корора в Нгерулмуд незабаром після відкриття будівлі Національного конгресу Палау.
У 2013 році газета The Wall Street Journal повідомляла, що в будівлі Капітолія, яка була «непридатна для місцевого клімату» через несправність у системі вентиляції і «залишила Палау в боргах», з'явилася цвіль. У квітні 2013 року поштове відділення Нгерулмуду було закрито у рамках заходів зі скорочення витрат, що здійснюються поштмейстером, Томмі Сінсаку. Воно було створено в грудні 2011 року після відповідної резолюції національного конгресу і було одним з двох в країні (друге розташовується в Корора). За 16 місяців роботи відділення пошти в Нгерулмуді витрати перевищили 30 000 $, а доходи, в основному від марок, були менш ніж на $2000. Нгерулмуд — єдиний населений пункт в Палау з власним поштовим індексом (96939), а в іншій частині країни використовується індекс 96940, під яким, у рамках договору про вільну асоціацію, в поштовій службі США значиться Палау.
У липні 2014 року в Нгерулмуді відбулося офіційне відкриття 45-го Форуму тихоокеанських островів. Однак більшість подій форуму відбувалися в Корорі. 
У лютому 2016 року в Нгерулмуді відбувся 16-й саміт президентів Мікронезії, у якому взяли участь президенти Палау, Маршаллових островів та Федеративних Штатів Мікронезії.